# Lander (Wyoming)
Lander es una ciudad en Wyoming, Estados Unidos, y la sede del condado de Condado de Fremont. Está en el centro de Wyoming, a lo largo del Brazo Medio del Río Popo Agie, al sur de la Reserva India Wind River. Es un centro de turismo con varios ranchos para huéspedes cercanos. Su población era de 7546 en el censo de 2020.

## Historia
Lander era conocida anteriormente como Pushroot, Old Camp Brown y Fort Augur. Su nombre actual fue elegido en 1875 en referencia al General Frederick W. Lander, un explorador transcontinental que inspeccionó el Desvío Lander del Sendero de Oregón.

### SigloXIX
En 1868, el Tratado de Fort Bridger estableció la frontera sur de la Reserva India del Río Wind en el Río Sweetwater. A principios de la década de 1870, los conflictos estaban aumentando entre los colonos blancos ilegalmente en la reserva y los Shoshone. El gobierno de EE. UU. también había aprendido que la mayoría de las tierras deseables al este de las Montañas Wind River estaban en la reserva. Como resultado, en 1872 el Congreso autorizó una delegación para reunirse con los ancianos de los Shoshone, incluyendo al Jefe Washakie para negociar el intercambio o compra de tierras al sur del Brazo Norte del Río Popo Agie. Después de varias reuniones en el Campamento Stambaugh en el verano de 1872, la tribu acordó vender la parte sur de la reserva a EE. UU. por $25,000, $5,000 en ganado y un salario anual de cinco años de $500 al Jefe Washakie. Al año siguiente, en 1873, La Expedición de Jones exploró y documentó más a fondo el área que eventualmente se convertiría en Lander, encontrando una ruta hacia el Parque Nacional Yellowstone. La expedición documentó extensamente desde aguas termales hasta reservas de petróleo y jeroglíficos en el área. Varias millas al sureste de la ciudad, cerca de la actual U.S. Route 287, se encuentra Dallas Dome, el sitio del primer pozo de petróleo de Wyoming completado en 1883. La ciudad se incorporó el 17 de julio de 1890.

### SigloXX
El 1 de octubre de 1906, Lander se convirtió en el terminal occidental de la "Línea del Vaquero" del Chicago and North Western Railway, originando así el lema "donde terminan las vías y comienzan los senderos". Originalmente destinado a ser una línea transcontinental principal hasta Coos Bay, Oregon, o Eureka, California, la línea nunca se extendió más al oeste, y el servicio a Lander se abandonó en 1972. Con la llegada del ferrocarril, la población de Lander se más que duplicó entre 1900 y 1910. A principios de siglo, la ciudad y el valle circundante eran lugares prometedores para el desarrollo agrícola debido al clima del área y al potencial para el riego. En ese momento había varias empresas nuevas alrededor de la ciudad produciendo lana, trigo, avena, alfalfa, heno, verduras, frutas pequeñas y en algunos casos huertos. Sin embargo, un informe del Estado de Wyoming publicado en 1907 dice que la agricultura alrededor de Lander solo satisface la demanda local.
En 1962, U.S. Steel abrió la mina y molino de mineral de hierro de Atlantic City, a 35 millas al sur de Lander, cerca de Atlantic City La mina fue un empleador significativo en Lander, pero en 1983 cesó operaciones.

### SigloXXI
Lander continúa evolucionando y enfrenta problemas similares a muchos pueblos pequeños en el Oeste de EE. UU. La educación y la recreación al aire libre desempeñan un papel importante en la economía de la ciudad con el Wyoming Catholic College y la Escuela Nacional de Liderazgo al Aire Libre ambas con sede en Lander. Aunque la agricultura y la extracción de recursos ya no juegan un papel importante en la economía de la ciudad, su población ha seguido creciendo desde el año 2000.

### Clima
Según el sistema de Clasificación Climática de Köppen, Lander tiene un clima continental húmedo de verano cálido, abreviado como "Dfb" en los mapas climáticos. La temperatura más alta registrada en Lander fue de 102 grados Fahrenheit (38,9 °C) el 27 de julio de 1935, mientras que la temperatura más baja registrada fue de −40 grados Fahrenheit (−40 °C) el 19 de diciembre de 1924 y el 8 de febrero de 1936.

## Geografía
Lander se encuentra ubicada en las coordenadas 42°49′51.58″N 108°43′49.44″O / 42.8309944, -108.7304000. Según la Oficina del Censo, la localidad tiene un área total de 11,4 km² (4,4 mi²), de la cual 11,4 km² (4,4 mi²) es tierra y 0 km² (0 mi²) (0.0%) es agua.

## Demografía
En el 2000 la renta per cápita promedia del hogar era de $32.397, y el ingreso promedio para una familia era de $41.958. El ingreso per cápita para la localidad era de $18.389. En 2000 los hombres tenían un ingreso per cápita de $30.602 contra $20.916 para las mujeres. Alrededor del 13.20% de la población estaba bajo el umbral de pobreza nacional.

### Censo de 2000
Según el censo del año 2000, había 6,867 personas, 2,794 hogares y 1,824 familias residiendo en la ciudad. La densidad de población era de 1,554.0 personas por milla cuadrada (599.9/km2). Había 3,036 unidades habitacionales con una densidad promedio de 687.0 por milla cuadrada (265.2/km2). La composición racial de la ciudad era 90.81% Blanca, 0.15% Afroamericana, 5.99% Nativa Americana, 0.32% Asiática, 0.70% de otras razas, y 2.04% de dos o más razas. Hispanos o Latinos de cualquier raza eran el 3.48% de la población.
Había 2,794 hogares, de los cuales el 30.4% tenían niños menores de 18 años viviendo con ellos, el 51.5% eran parejas casadas viviendo juntas, el 10.1% tenían una mujer como cabeza de hogar sin marido presente, y el 34.7% no eran familias. El 30.0% de todos los hogares estaban compuestos por individuos, y el 12.5% tenían a alguien viviendo solo que tenía 65 años de edad o más. El tamaño promedio del hogar era de 2.34 y el tamaño promedio de la familia era de 2.91.
En la ciudad, la población estaba distribuida con el 24.1% bajo la edad de 18, el 7.1% de 18 a 24, el 26.7% de 25 a 44, el 25.5% de 45 a 64, y el 16.6% que tenía 65 años de edad o más. La mediana de edad era de 40 años. Por cada 100 mujeres, había 95.4 hombres. Por cada 100 mujeres mayores de 18 años, había 89.2 hombres.
El ingreso medio para un hogar en la ciudad era de $32,397, y el ingreso medio para una familia era de $41,958. Los hombres tenían un ingreso medio de $30,602 frente a los $20,916 de las mujeres. El ingreso per cápita para la ciudad era de $18,389. Alrededor del 9.9% de las familias y el 13.2% de la población estaban por debajo del umbral de pobreza, incluyendo el 19.3% de aquellos menores de 18 años y el 9.3% de aquellos de 65 años de edad o más.

## Economía

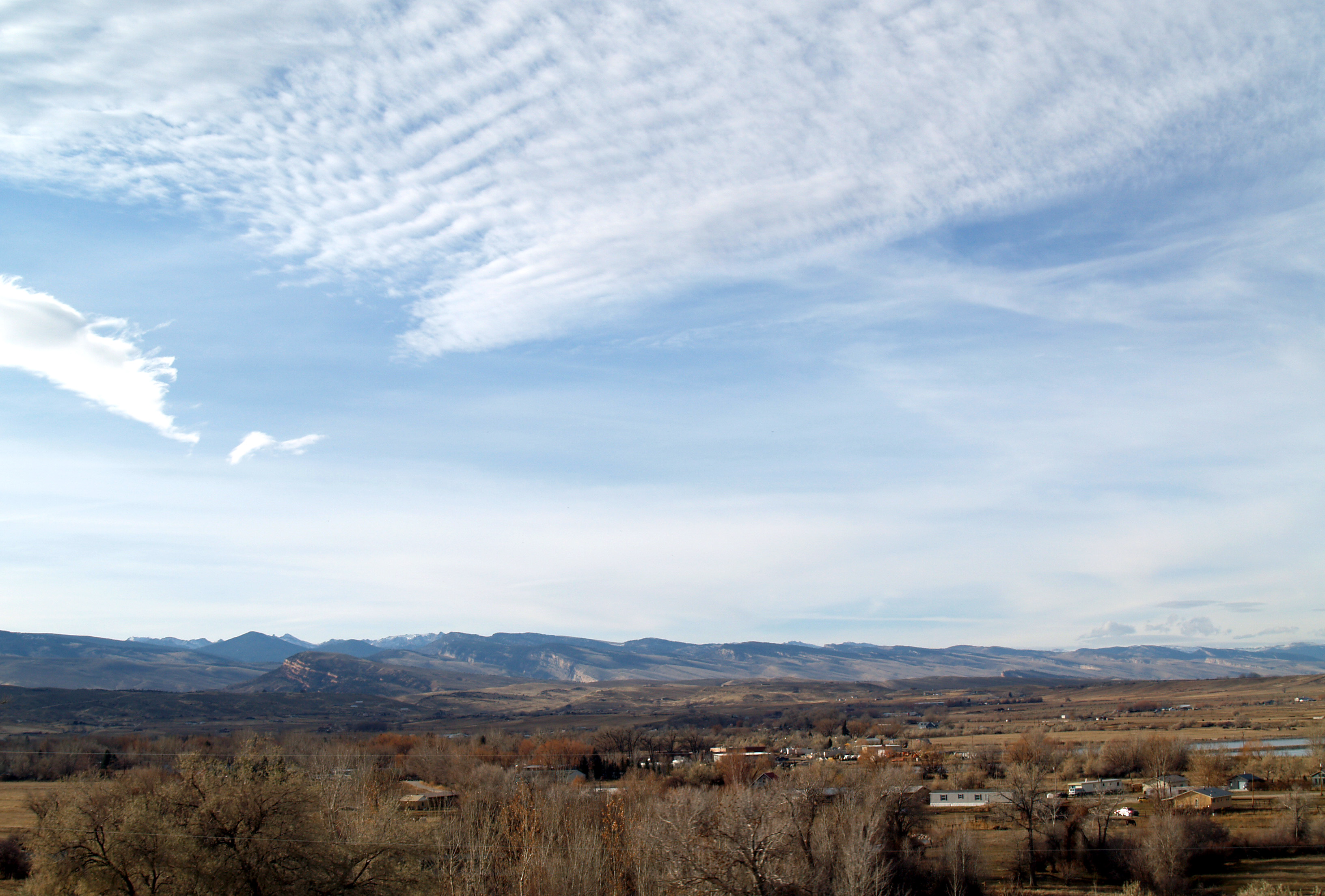
Suburbios de Lander

La economía de Lander se basa en una variedad de industrias y, como en todo Wyoming, está respaldada por un turismo sustancial. La recreación al aire libre, junto con la atención sanitaria, la educación, la construcción y las ventas al por menor, constituyen gran parte de la economía. La temporada turística es principalmente durante los meses de verano y aunque Lander y el condado de Fremont no están cerca de ninguna autopista interestatal importante, el condado genera ingresos significativos de impuestos relacionados con los viajes.
La Lander actual alberga numerosas oficinas gubernamentales estatales y federales, incluyendo el Servicio Forestal de EE. UU. (Distrito de Guardabosques Washakie, Bosque Nacional Shoshone), la Bureau of Land Management (Oficina de Campo de Lander), el Servicio de Pesca y Vida Silvestre de EE. UU., y una Agencia Residente de la Oficina de Campo de Denver del FBI, así como el Centro de Recursos de Vida de Wyoming y el Departamento de Calidad Ambiental de Wyoming. Una importante fundición de bronce, Eagle Bronze, se encuentra en Lander, al igual que la sede de la Escuela Nacional de Liderazgo al Aire Libre (NOLS)  y otras organizaciones sin fines de lucro relacionadas con el medio ambiente y la tierra, incluyendo oficinas del Consejo de Wyoming al Aire Libre, la oficina de Wyoming de The Nature Conservancy, la Federación de Vida Silvestre de Wyoming, y el Wyoming Catholic College.

## Artes y cultura
El Centro de Arte de Lander en el centro muestra exposiciones de arte rotativas, realiza ferias de arte bianuales y ofrece clases de arte variadas. Las obras de William Shakespeare son interpretadas por la compañía itinerante Wyoming Shakespeare Festival Company, una organización sin fines de lucro con sede en Lander. La Asociación de Conciertos Comunitarios de Lander ha traído varios artistas desde 1947. La biblioteca local de Lander es la sucursal principal del Sistema de Bibliotecas del Condado de Fremont, el original Biblioteca Carnegie local aún se mantiene como parte del edificio actual.
A principios de la década de 1990, la banda de chamber-pop de St. Louis, Lydia's Trumpet, grabó su canción "Lander" en el lanzamiento de cassette titulado: Valentine Waffle. La canción se basa en la ciudad, su fundador y un viaje nostálgico de verano allí.
La ciudad es una de las sedes de Asthmatic Kitty Records, fundada por Sufjan Stevens.

### Eventos culturales anuales
El Desfile y Rodeo de los Días Pioneros tiene lugar el 3 y 4 de julio de cada año.

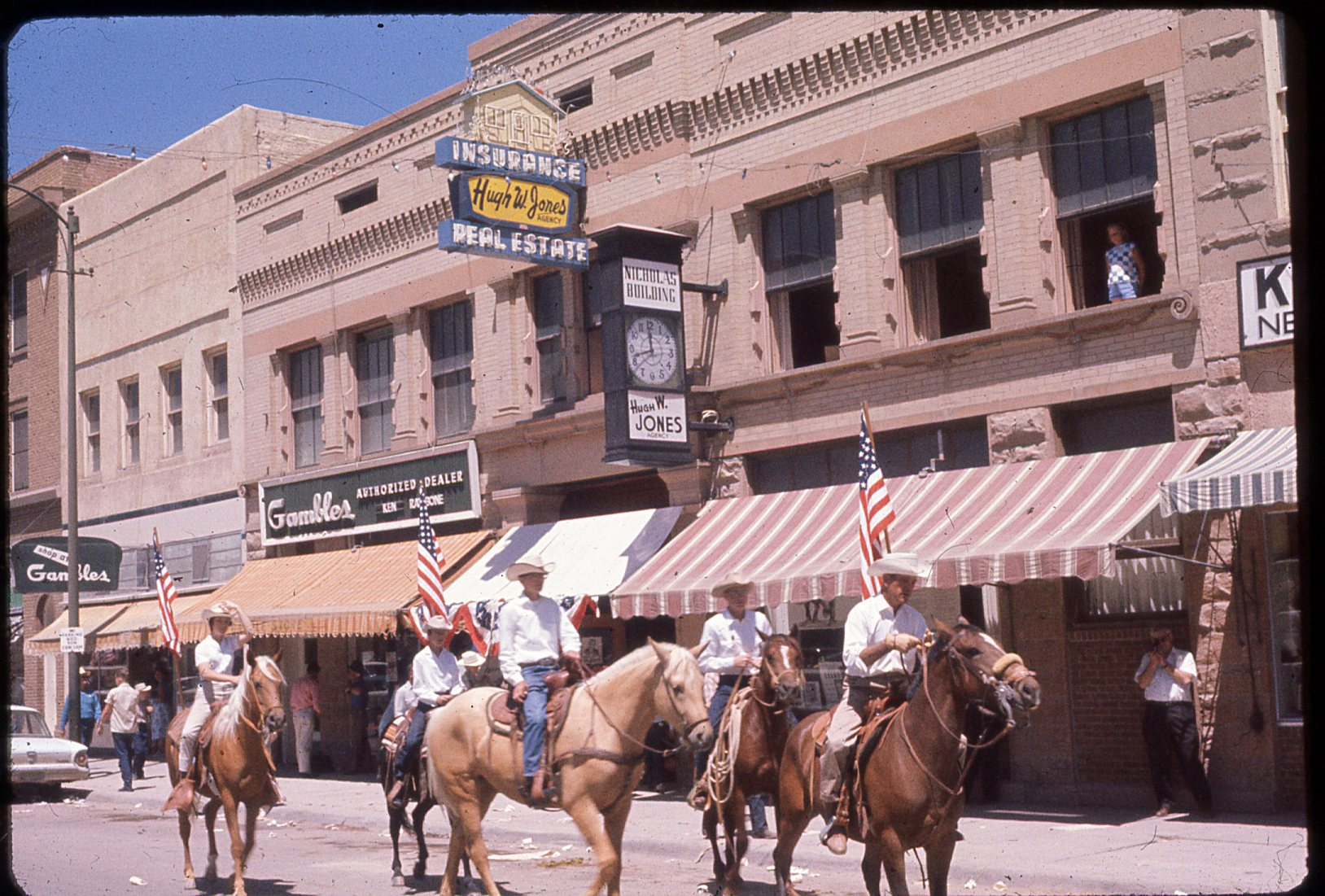
Desfile del Cuatro de Julio en Lander en 1962.

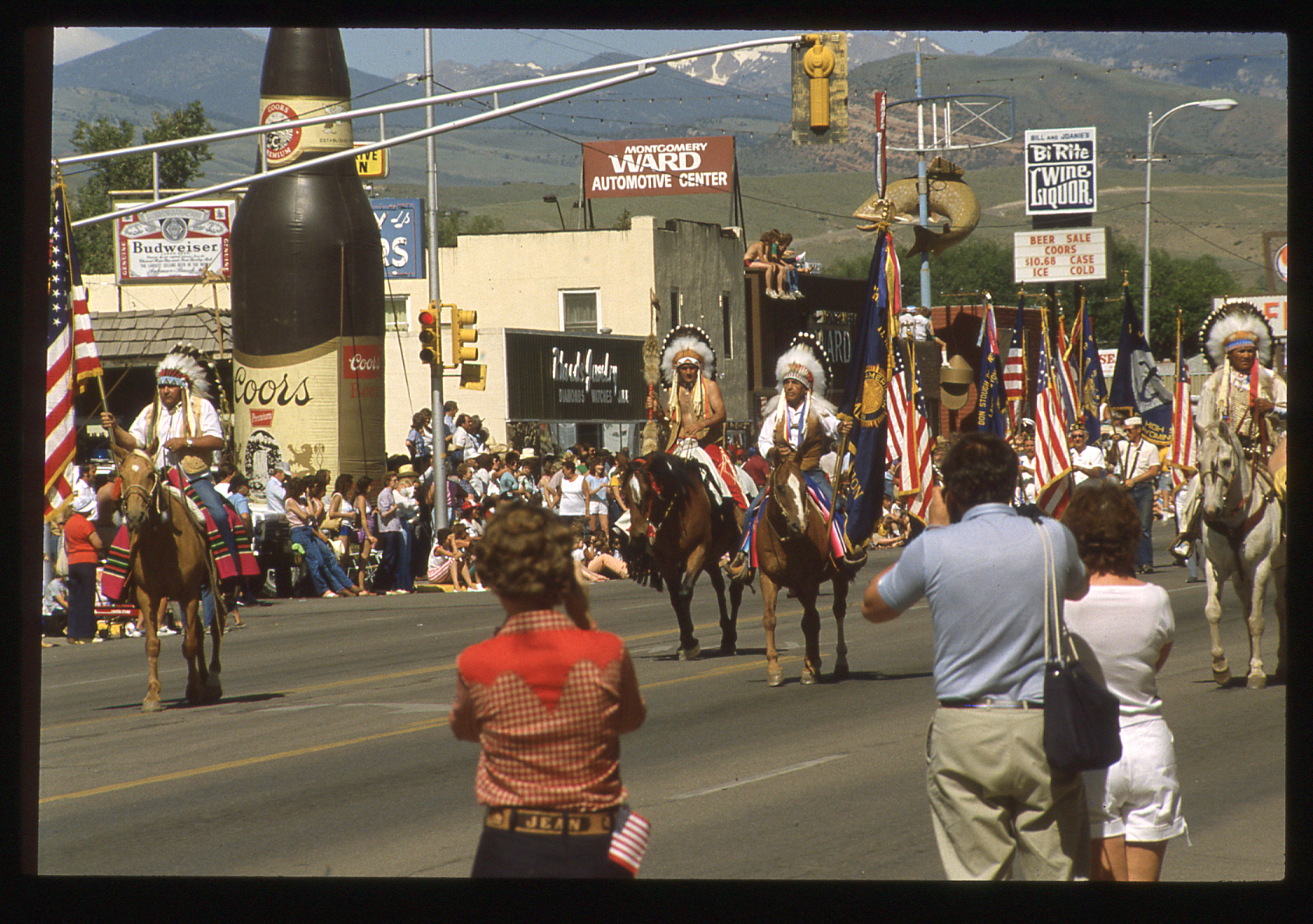
Desfile del 4 de julio en Main St en 1984.

El Festival de Cerveza de Lander presenta muestras de cervecerías de la región de las Montañas Rocosas y se ha celebrado desde 2002.
Lander también es sede de la Feria Estatal de Invierno de Wyoming. Además de las exhibiciones de ganado, también hay muchas actividades de rodeo para ver o participar.
Otros eventos anuales incluyen el Festival Internacional de Escaladores y la Cacería Anual de Antílope de Un Disparo.

### Atracciones

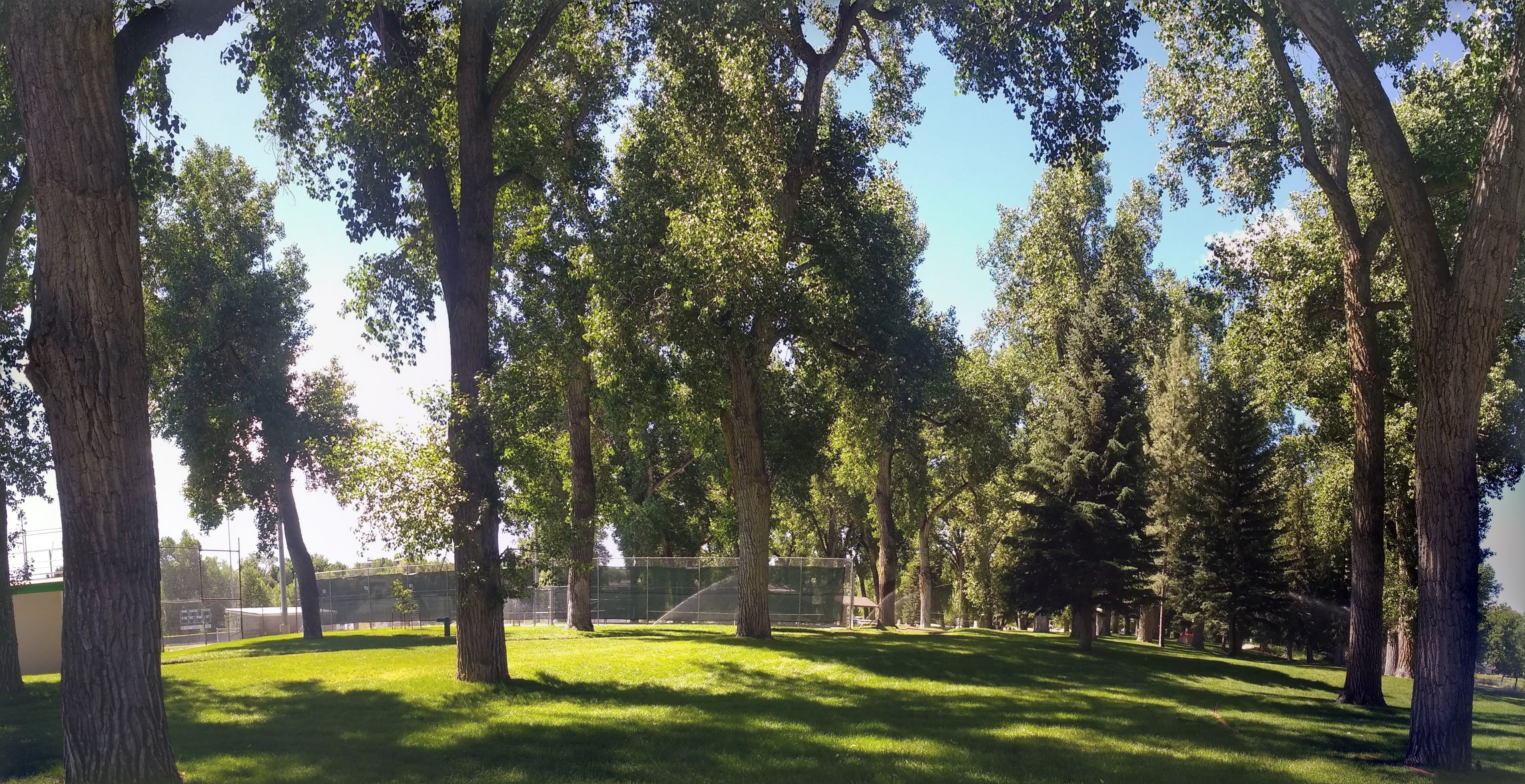
El Parque de la Ciudad de Lander, ubicado en el extremo sur de la ciudad, ofrece espacio para acampar y alberga varios eventos en verano.

Las atracciones al aire libre cerca de Lander incluyen el Parque Estatal Sinks Canyon, el Embalse Worthen Meadow, el Bosque Nacional Shoshone, las Montañas Wind River y el Desierto Rojo. Además, Lander alberga varios museos, incluyendo el Museo de Pioneros del Condado de Fremont, que se enfoca en la historia del área de Lander; el Museo del Oeste Americano, que mantiene un complejo de estructuras históricas; el Cementerio Sacagawea, ubicado cerca de Fort Washakie, a 15 millas al norte de Lander en la Reserva India del Río Wind; el Museo Infantil de Lander, con exposiciones interactivas; y el Museo Conmemorativo Evans Dahl, dedicado a la Cacería Anual de Antílope de Un Disparo. Varias ubicaciones en Lander están inscritas en el Registro Nacional de Lugares Históricos incluyendo el Distrito Histórico del Centro de Lander, la Fila de Ladrillo del Sitio del Pueblo de Jackson Park y la Oficina Principal de Correos y Juzgado de Lander

## Gobierno
El gobierno de la ciudad de Lander está compuesto por un alcalde elegido, un consejo de la ciudad de seis miembros, un secretario de la ciudad, un tesorero y otros departamentos, comités y juntas nombradas. Las elecciones municipales son de carácter no partidista, con miembros del consejo elegidos según los distritos donde viven, eligiendo dos miembros del consejo para cada distrito.
Desde 1998, Lander y el condado de Fremont han sido representados en el Senado del Estado de Wyoming por el economista/empresario Cale Case, un republicano.

## Educación

### Educación pública
La educación pública en la ciudad de Lander es proporcionada por el Distrito Escolar del Condado de Fremont #1. Lander Valley High School es la principal escuela secundaria. Está ubicada justo al oeste de la calle principal después de la demolición de la histórica escuela secundaria. A pesar de los intentos de preservar la escuela, el terreno fue vendido y ahora es un complejo de negocios. Pathfinder es la escuela secundaria alternativa.

### Escuela Nacional de Liderazgo al Aire Libre
La Escuela Nacional de Liderazgo al Aire Libre (NOLS) fue fundada en Lander y tiene su sede en la ciudad. Su sucursal de las Montañas Rocosas opera desde Lander. NOLS opera el Hotel Noble en la calle principal para sus instructores, estudiantes y exalumnos.

### Wyoming Catholic College
En 2007, se fundó el Wyoming Catholic College, una universidad privada, mixta y de cuatro años, en Lander. Fue solo la segunda institución de educación superior presencial de cuatro años en Wyoming. Fue diseñada para dar a los estudiantes una educación en artes liberales a través de un currículo de Grandes Libros, mientras les permite desarrollarse moral y espiritualmente en una pequeña comunidad católica. Utiliza un Programa de Aventura al Aire Libre para llevar a los estudiantes a las cercanas Montañas Wind River para enseñar liderazgo, habilidades de toma de decisiones y encender sus imaginaciones. La universidad recibió su Bendición Apostólica en 2005 del Reverendísimo David L. Ricken, DD, JCL, Obispo de Cheyenne. A partir de 2019, Wyoming Catholic College recibió la acreditación completa de la Higher Learning Commission.

## Infraestructura

### Atención médica
El Centro de Recursos para la Vida de Wyoming (WLRC, por sus siglas en inglés) del Departamento de Salud de Wyoming, originalmente la Escuela de Capacitación del Estado de Wyoming (WSTS, por sus siglas en inglés), una instalación residencial para personas con discapacidades físicas y mentales, está ubicada en Lander. La instalación fue operada por la Junta de Caridad y Reforma de Wyoming hasta que esa agencia fue disuelta como resultado de una enmienda constitucional estatal aprobada en noviembre de 1990.

### Servicio postal
El Servicio Postal de Estados Unidos opera la Oficina de Correos de Lander.

### Aeropuertos
Hay un pequeño aeropuerto de aviación general en Lander, llamado Campo Hunt. El servicio de aerolínea de pasajeros programado está disponible a través del Aeropuerto Regional Central de Wyoming ubicado cerca de Riverton, Wyoming.

### Cumplimiento de la ley
El cumplimiento de la ley dentro de Lander consiste en el Departamento de Policía de Lander.